# Neritina

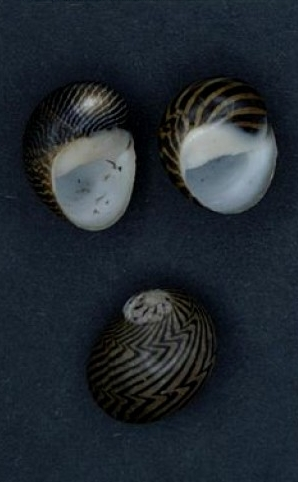
Três conchas de Neritina zigzag Lamarck, 1822 coletadas nas Filipinas e pertencentes ao Museu de História Natural de Leiden.

Neritina  é um gênero de moluscos gastrópodes marinhos, litorâneos, gregários e herbívoros, pertencente à família Neritidae da subclasse Neritimorpha. Foi classificado por Jean-Baptiste de Lamarck, em 1816, na obra Encyclopédie méthodique. Tableau encyclopédie et méthodique de trois règnes de la nature. Vers, coquilles, mollusques et polypiers (livraison 64, part 21); com sua espécie-tipo, Neritina pulligera, do sudoeste do Pacífico, descrita por Carolus Linnaeus, em seu Systema Naturae, no ano de 1767. Sua distribuição geográfica abrange principalmente os oceanos tropicais da Terra, na zona entremarés de ambientes de água marinha ou salobra, como mangues ou a foz de rios, em estuários. Neritina apresenta muitas espécies extintas (†), registradas como fósseis.

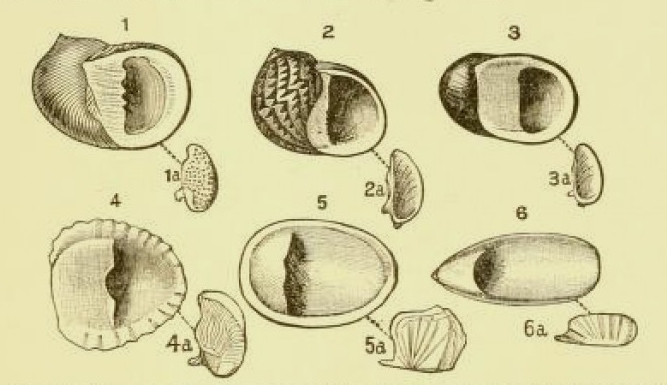
Nesta ilustração do livro The Cambridge Natural History (1895), as conchas 2, 3 e 4 pertencem a espécies de Neritina.

## Descrição
Este gênero apresenta conchas globosas, ou semi-globosas, e sem umbílico, com espiral baixa e geralmente lisas (uma exceção é Neritina granosa Sowerby I, 1825); ao contrário do relevo de cordas ou estrias espirais sobre a superfície, como em Nerita; podendo apresentar uma ampla variação de coloração. Seu lábio externo é circular e fino; seu lábio interno carece de dentículos mais desenvolvidos em sua borda. Opérculo de substância calcária, com uma projeção que se insere nos músculos do animal.

## Espécies deNerita
Neritina adansoniana (Récluz, 1841)
Neritina aloeodus F. Sandberger, 1860 †
Neritina ambrosana Stephenson in Stephenson & Stenzel, 1952 †
Neritina asperulata (Récluz, 1843)
Neritina bannisteri Meek, 1873 †
Neritina baptista White, 1878 †
Neritina baueri Stanton, 1916 †
Neritina bellatula Meek, 1873 †
Neritina bidens F. Sandberger, 1870 †
Neritina bouryi Cossmann, 1888 †
Neritina brevispira F. Sandberger, 1871 †
Neritina brongnartina Matheron, 1842 †
Neritina bruneri White, 1882 †
Neritina canalis G. B. Sowerby I, 1825
Neritina carditoides Meek, 1873 †
Neritina cenomanensis Repelin, 1902 †
Neritina clenchi Russell, 1940
Neritina disparilis Vincent, 1930 †
Neritina dutemplei Deshayes, 1864 †
Neritina edentula Dall, 1892 †
Neritina elephantina Wesselingh, 2003 †
Neritina etheridgei Roxo, 1924 †
Neritina fischeri Brunner, 1848 †
Neritina fulminifera F. Sandberger, 1861 †
Neritina gagates Lamarck, 1822
Neritina granosa Sowerby I, 1825
Neritina headonensis (Symonds, 2006) †
Neritina hoeseltensis (Marquet et al., 2008) †
Neritina inequidentata Recluz, 1850 †
Neritina inornata F. Sandberger, 1870 †
Neritina insolita Stephenson in Stephenson & Stenzel, 1952 †
Neritina iris Mousson, 1849
Neritina janetabbasae Eichhorst, 2016
Neritina juttingae Mienis, 1973
Neritina knorri (Récluz, 1841)
Neritina laubrierei Cossmann, 1888 †
Neritina lautricensis (Noulet, 1857) †
Neritina levesquei Recluz, 1850 †
Neritina linthae (Locard, 1893) †
Neritina lutea Zittel, 1863 †
Neritina macgillivrayi Reeve, 1855
Neritina malescoti Vasseur, 1882 †
Neritina mariae Handmann, 1887 †
Neritina maxwellorum Beu & B. A. Marshall, 2011 †
Neritina meleagris Lamarck, 1822
Neritina mesopotamica Martens, 1874
Neritina narbonensis (Noulet, 1858) †
Neritina natalensis Reeve, 1855
Neritina nucleus Deshayes, 1832 †
Neritina ortoni Woodward, 1871 †
Neritina pachyderma Sandberger, 1875 †
Neritina patricknuttalli Wesselingh, 2003 †
Neritina petitii (Récluz, 1841)
Neritina philippsoni Oppenheim, 1894 †
Neritina pilisensis (Báldi, 1973) †
Neritina piratica Russell, 1940
Neritina powisiana (Récluz, 1843)
Neritina primordialis Repelin, 1902 †
Neritina pulligera (Linnaeus, 1767)
Neritina puncta Etheridge, 1879 †
Neritina roxoi de Greve, 1938 †
Neritina saincenyensis Deshayes, 1864 †
Neritina sanctifelicis Doncieux, 1908 †
Neritina sanguinea G. B. Sowerby II, 1849
Neritina smithii W. Wood, 1828
Neritina squamaepicta (Récluz, 1843)
Neritina squamulifera Sandberger, 1872 †
Neritina staffinensis Forbes, 1851 †
Neritina stumpffi Boettger, 1890
Neritina subangularis Sandberger, 1860 †
Neritina supraoligocaenica (Báldi, 1973) †
Neritina turrita (Gmelin, 1791)
Neritina usnea (Röding, 1798)
Neritina veldiensis (Roemer, 1839) †
Neritina vetranici (Brusina, 1902) †
Neritina virginea (Linnaeus, 1758)
Neritina volvilineata White, 1876 †
Neritina zebra (Bruguière, 1792)
Neritina zigzag Lamarck, 1822
Neritina zonaria Deshayes, 1832 †